# Еркслебен (Округ Берде)
Еркслебен (њем. Erxleben) општина је у њемачкој савезној држави Саксонија-Анхалт. Једно је од 35 општинских средишта округа Берде. Према процјени из 2010. у општини је живјело 3.143 становника. Посједује регионалну шифру (AGS) 15083205.

## Географски и демографски подаци
Еркслебен се налази у савезној држави Саксонија-Анхалт у округу Берде. Општина се налази на надморској висини од 128 метара. Површина општине износи 83,4 km². У самом мјесту је, према процјени из 2010. године, живјело 3.143 становника. Просјечна густина становништва износи 38 становника/km².

## Међународна сарадња
| Мјесто | Држава    | Врста сарадње | Од    |
| ------ | --------- | ------------- | ----- |
|        | Француска | партнерство   | 2006. |
| Извор  |           |               |       |